# Daniela Poggi
Daniela Poggi (Savona, 17 d'octubre de 1954) s una actriu i presentadora de televisió italiana.

## Biografia
De jove Poggi va estudiar ballet i més tard es va graduar en lingüística. s va traslladar amb la seva família a Milà on va començar a treballar en comercials; allí va reprendre els seus estudis de ballet i després d'alguns petits papers en pel·lícules, va tenir la seva primera gran oportunitat en 1978, triada per Walter Chiari per a coprotagonitzar la seva revista Hai mai provato nell'acqua calda?. En 1979 va aconseguir una enorme popularitat gràcies a la seva participació en el programa de varietats La sberla, que va ser vist per al voltant de 20 milions d'espectadors.
Poggi va començar la seva carrera cinematogràfica en pel·lícules de gènere, especialment com a protagonista en papers com a objecte sexual en diverses commedia sexy all'italiana. A partir de finals de 1980, va començar a interpretar papers més dramàtics. Va ser nomenada Ambaixadora de bona voluntat d'UNICEF en 2001.
En 2016 va protagonitzar la pel·lícula Infernet on va compartir repartiment amb la princesa Giorgia Marin de Lesina. Totes dues Poggi i Giorgia Marin de Lesina van confirmar en entrevistes mantenir una relació meravellosa de tia-neboda.

## Filmografia

### Cinema
- Son tornate a fiorire le rose, dirigida per Vittorio Sindoni (1975)
- L'ultima orgia del III Reich, dirigida per Cesare Canevari (1977)
- C'era una volta la legge, dirigida per Stelvio Massi (1979)
- Belli e brutti ridono tutti, dirigida per Domenico Paolella (1979)
- Tre sotto il lenzuolo, dirigida per Domenico Paolella i Michele Massimo Tarantini (1979)
- Quando la coppia scoppia, dirigida per Steno (1980)
- Prestami tua moglie, dirigida per Giuliano Carnimeo (1980)
- Mi faccio la barca, dirigida per Sergio Corbucci (1980)
- Speed Cross, dirigida per Stelvio Massi (1980)
- La gatta da pelare, dirigida per Pippo Franco (1981)
- Teste di quoio, dirigida per Giorgio Capitani (1981)
- L'ultimo harem, dirigida per Sergio Garrone (1981)
- Culo e camicia, dirigida per Pasquale Festa Campanile (1981)
- I camionisti, dirigida per Flavio Mogherini (1982)
- Il paramedico, dirigida per Sergio Nasca (1982)
- Il tifoso, l'arbitro e il calciatore, dirigida per Pier Francesco Pingitore (1983)
- Quelli del casco, dirigida per Luciano Salce (1987)
- Giallo alla regola, dirigida per Stefano Roncoroni (1988)
- Supysaua, dirigida per Enrico Coletti (1988)
- Dr. M, dirigida per Claude Chabrol (1990)
- Al calar della sera, dirigida per Alessandro Lucidi (1992)
- Cain vs. Cain, dirigida per Alessandro Benvenuti (1993)
- La strana storia di Olga O., dirigida per Antonio Bonifacio (1995)
- Viola bacia tutti, dirigida per Giovanni Veronesi (1998)
- La cena, dirigida per Ettore Scola (1998)
- Notte prima degli esami, dirigida per Fausto Brizzi (2006)
- Il passato è una terra straniera, dirigida per Daniele Vicari (2008)
- L'ultima estate, dirigida per Eleonora Giorgi (2009)

### Televisió
- La sberla, dirigida per Giancarlo Nicotra (1978–1979)
- L'occhio di Giuda, dirigida per Paolo Poeti (1982)
- Un caso d'incoscienza, dirigida per Emidio Greco (1984)
- La ragazza dell'addio, dirigida per Daniele D'Anza (1984)
- I ragazzi di celluloide 2, dirigida per Sergio Sollima (1984)
- Voglia di Volare, dirigida per Pier Giuseppe Murgia (1984)
- Il commissario Corso, dirigida per Gianni Lepre i Alberto Sironi (1987)
- Sonore, dirigida per Biagio Proietti (1988)
- I figli del vento, dirigida per Enzo Doria (1989)
- Solo, dirigida per Sandro Bolchi (1989)
- Vita dei castelli, dirigida per Vittorio De Sisti (1990)
- Il commissario Corso – episode Patto con la morte, dirigida per Gianni Lepre (1991)
- Ti ho adottato per simpatia, dirigida per Paolo Fondato (1991)
- La ragnatela, dirigida per Alessandro Cane (1991)
- La primavera di Michelangelo, dirigida per Jerry London (1991)
- La moglie nella cornice, dirigida per Philippe Monnier (1991)
- La cavalière, dirigida per Philippe Monnier (1992)
- Il coraggio di Anna, dirigida per Giorgio Capitani (1992)
- Morte a contratto, dirigida per Giorgio Lepre (1993)
- La ragnatela 2, dirigida per Alessandro Cane (1993)
- Amico mio – episode Per troppo amore, dirigida per Paolo Poeti (1993)
- Butterfly, dirigida per Tonino Cervi (1995)
- Belle Époque, dirigida per Gavin Millar (1995)
- Incantesimo 2, dirigida per Alessandro Cane and Tomaso Sherman (1998)
- Sotto il cielo dell'Africa, dirigida per Ruggero Deodato (1998)
- Una donna per amico, dirigida per Rossella Izzo (1998)
- Un prete tra noi 2 – episode Per troppo amore, dirigida per Giorgio Capitani (1999)
- San Paolo, dirigida per Roger Young (2000)
- Vento di ponente, (2002)
- Incantesimo 5, dirigida per Alessandro Cane and Leandro Castellani (2002)
- Incantesimo 7, dirigida per Alessandro Cane (2004)
- Le cinque giornate di Milano, dirigida per Carlo Lizzani (2004)
- Incantesimo 8, dirigida per Ruggero Deodato and Tomaso Sherman (2005)
- Il maresciallo Rocca 5 – episode Il mistero di Santa Brigida (2005)
- Capri, dirigida per Enrico Oldoini (2006)
- Nebbie e delitti 2 – episode Vietato ai minori, dirigida per Riccardo Donna (2007)
- Capri 2, dirigida per Andrea Barzini and Giorgio Molteni (2008)
- Io e mio figlio - Nuove storie per il commissario Vivaldi, dirigida per Luciano Odorisio (2010)